# 효성로 (포항시)
효성로(Yoseong-ro)는 대한민국 경상북도 포항시 남구 효자동 일부, 연결하는 도로이다.
2009년 12월 1일 도로명 주소 사업에 인해 효성로로 지정되었다.

## 노선 구간
- 삼거리 명칭 미상
  - 국도 제7호선 (새천년대로)
    - 효자웰빙타운SK뷰1차아파트
    - 효자초등학교
    - 효자풍림아이원아파트
    - 효자웰빙타운SK뷰3차아파트
- 삼거리 명칭 미상
  - 연일로

## 차로수
- 왕복 4차로